# Desaparición del DC-3 ECT-025
La desaparición del DC-3 ECT-025 de Kurfiss Aviation se refiere a un vuelo privado civil desaparecido en espacio aéreo español, operado por un avión Douglas DC-3 (C-47A-35-DK) con matrícula ECT-025, de la compañía alemana Kurfiss Aviation. La aeronave llevaba una tripulación de dos personas, el piloto, Harold William Whitaker, militar estadounidense jubilado y el copiloto Lawrence Jerôme Eckmann, teniente coronel del Ejército del Aire estadounidense.

## Desaparición
El avión despegó del Aeropuerto de Cuatro Vientos (Madrid, España) el 3 de octubre de 1980 a las 15:29 (hora local) con destino al Aeropuerto de Perpiñán (Francia), que era una escala en un viaje mayor hasta el Aeropuerto de Frankfurt (Alemania Occidental), en el que participaban también un avión Cessna 337 Skymaster y un Junkers Ju 52; tras el despegue la aeronave no volvió a establecer comunicación radiofónica. También se reportó que en el mismo día una avioneta Piper PA-28 comunicó a la torre de control que se desvió para evitar colisionar con un DC-3 a la altura de Villaviciosa de Odón (Madrid).

## Investigación
Desde el momento en el que se constató su desaparición, se inició y desarrolló una operación de búsqueda y rescate, que implicó un Aviocar del Servicio de Salvamento del Ejército del Aire español y un helicóptero del Escuadrón 803, que rastrearon la costa catalana entre Barcelona y la frontera hispano-francesa, aunque tanto la ubicación de los restos del avión como las causas del accidente siguen siendo desconocidas.
La organización española Comisión de Investigación de Accidentes e Incidentes de Aviación Civil (CIAIAC), organismo oficial de carácter nacional encargado de investigar accidentes aéreos ocurridos dentro del territorio español, concluyó que era posible que la aeronave hubiera caído en el mar Mediterráneo, hundiéndose sus restos.

## Hipótesis posteriores
Por su parte, Stephen Whitaker, hijo del piloto, solicitó a las autoridades españolas en enero de 2008 todo el expediente que se consultó durante la investigación, siéndole denegado. Igualmente, invocando la ley de transparencia estadounidense (FOIA) reclamó a la CIA, al Pentágono y al Departamento de Estado de EE. UU., que le proporcionaran toda la información sobre el vuelo del DC-3 desaparecido. Según su hipótesis, el avión, que pertenecía a la alemana Kurfiss Aviation, empresa dirigida por Günter Kurfiss, se vio envuelto en una operación de la CIA, por lo que la información relacionada con el caso sería materia reservada.